# 英雄傳說 界之軌跡
《英雄傳說 界之軌跡 -告別塞姆利亞-》是日本遊戲公司Falcom製作的角色扮演遊戲。是英雄傳說系列第十八作，也是該系列第三期軌跡系列的第十三作。游戏於2024年9月發售，中文版由雲豹娛樂同步推出。

## 概要
本作延續了軌跡系列的「導力科技」世界觀，舞台依據故事介紹轉移到了塞姆利亞大陸的奧雷德自治州。是接續英雄傳說系列第九代《英雄傳說 黎之軌跡》的後續故事。
- 本作為軌跡系列20週年紀念作。
- 副標題「-Farewell, O Zemuria-」官方翻譯為「告別塞姆利亞」，表達向軌跡一直以來活動的舞台，塞姆利亞大陸告別之意。
- Falcom社長近藤表示，本作劇情進度將會達到全系列的90%[4]。故事進行方式會類似《英雄傳說 創之軌跡》的不同角色以多視角推進劇情，但主角仍強調會是范恩[5]。
- 本作戲份比重上，共和國主角范恩占了六成，剩下四成由黎恩與凱文兩個前任主角分配[6]。

## 故事
導力之父愛普斯泰因預言的世界末日即將到來，此時東大陸共和國所研發的導力火箭劃破天空，即將探訪這個世界的邊界。
與此同時萬事屋的青年們，正聚集在奧雷德自治州，與集結而來的各方勢力，一同看望著這科技奇點。
人們這次是否能認識到世界的真實呢?

## 登場人物
在此只簡略依官方網站公布順序介紹遊戲中的主要角色，以及未曾在過去系列作登場的新人物，詳細人物介紹請參考： 

### 主要角色
范恩·亞克萊德（Van Arkride，聲優：小野大輔）
本作主角。經營「地下萬事屋」亞克萊德事務所，接受各種委託的青年。
雖在黑白地帶遊走但不吝於助人的他，本次將會作出重大的選擇
亞妮艾絲·克勞蒂爾（Agnès Claudel，聲優：伊藤美來）
首都名校「亞拉密斯高等學校」的一年級女學生。
向范恩提出尋找祖父遺物委託的同時，也留在事務所內打工；雖在范恩的幫助下已尋回祖父所有的遺物，但對范恩產生情愫的她依然留在事務所打工中。
艾蕾因·奧克雷爾（Elaine Auclair，聲優：齋藤千和）
共和國游擊士協會的王牌，現今最年輕的A級游擊士，被稱為劍之少女。
學生時代曾與范恩有過一段情，但隨著當時范恩的不告而別無疾而終，在兩人因工作重逢後，在共和國的種種事件中逐步建立起了更加理解對方的關係。
黎恩·舒華澤（Rean Schwarzer，聲優：内山昂輝）
埃雷波尼亞帝國軍官學院的年輕教官，《英雄傳說 閃之軌跡》系列的主角。
曾在帝國的事件中歷經重重苦難的他，本次受到邀請與學生時期的同伴一同前往共和國，而他的劍術師傅雲·卡法伊也在同時寄來了一封信。
凱文·格拉漢（Kevin Graham，聲優：興津和幸）
七耀教會的神父，《英雄傳說 空之軌跡 the 3rd》的主角
表面上為教會的巡迴神父，但實際上是教會中執行秘密任務的組織星杯騎士團的守護騎士，本次接受了任務前往共和國接觸盧法斯。
盧法斯·艾爾巴雷亞（Rufus Albarea，聲優：平川大輔）
《英雄傳說 創之軌跡》的三位主角之一。
曾為帝國宰相主張武力侵略時期的第二人，在帝國戰敗之後入獄，但遭人冒充身分後逃獄戴上假面活動，後以檯面上死亡的方式拋棄了過往一切，但仍受到知情的共和國監視著，本作暗中以某個目的行動著。

## 外部連結
- 官方网站：日文版、中文版